# Phtheochroa procerana
Phtheochroa procerana is een vlinder uit de familie bladrollers (Tortricidae). De wetenschappelijke naam is voor het eerst geldig gepubliceerd in 1853 door Lederer.
De soort komt voor in Europa.